# Mario Hernández Fernández
Mario Hernández Fernández (Madrid, España, 25 de enero de 1999) es un futbolista español. Juega de defensa y se encuentra sin equipo tras abandonar el Real Oviedo.

## Trayectoria
Nacido en Madrid, es un defensa formado en las categorías inferiores del Atlético de Madrid y en enero de 2016 se unió al equipo juvenil del Rayo Vallecano. 
Durante la temporada 2017-18 formó parte del Rayo Vallecano B de la Tercera División. El 2 de septiembre de 2017 hizo su debut con el filial en una victoria en casa por 2-0 en la Tercera División contra la RSD Alcalá.
Durante la temporada 2018-19 fue cedido durante la primera vuelta de la competición al Recreativo de Huelva de la Segunda División B, pero no pudo jugar porque su inscripción no llegó a tiempo a la Real Federación Española de Fútbol. En enero de 2019 regresó al Rayo Vallecano y fue cedido durante la segunda vuelta del campeonato a la U. D. Melilla del Grupo IV de la Segunda División B. En la temporada 2019-20 fue cedido a la U. D. San Sebastián de los Reyes del Grupo I de la Segunda División B.
El 13 de septiembre de 2020 debutó en la Segunda División con el Rayo Vallecano en un encuentro frente al R. C. D. Mallorca que acabaría por victoria por cero goles a uno, participando los 90 minutos del encuentro. Posteriormente llegó a jugar en la Primera División y en agosto de 2023 firmó por una temporada con el Real Oviedo tras haber quedado libre. En octubre fue operado de una rotura del ligamento cruzado anterior y ya no volvió a jugar más en lo que quedaba de campaña, tras la cual no continuó en el equipo al no recibir una oferta de renovación.

## Clubes
| Club                                      | País   | Año       | Partidos (goles) |
| ----------------------------------------- | ------ | --------- | ---------------- |
| Rayo Vallecano "B"                        | España | 2017-2018 | 27 (1)           |
| R. C. Recreativo de Huelva (cedido)       | España | 2018      | 0 (0)            |
| U. D. Melilla (cedido)                    | España | 2019      | 7 (0)            |
| U. D. San Sebastián de los Reyes (cedido) | España | 2019-2020 | 22 (0)           |
| Rayo Vallecano                            | España | 2020-2023 | 37 (1)           |
| Real Oviedo                               | España | 2023-2024 | 4 (0)            |